# Видубицький Свято-Михайлівський монастир (монета)
«Ви́дубицький Свято-Миха́йлівський монасти́р» — пам'ятна монета номіналом 5 гривень, випущена Національним банком України, присвячена Видубицькому Свято-Михайлівському монастирю, заснованому сином князя Ярослава Всеволодом на південній околиці Києва — в урочищі Видубичі. За літописом, назва урочища походить від слова «видибати» — на цьому місці виплив дерев'яний ідол бога Перуна, якого було скинуто в Дніпро біля Старокиївської гори під час хрещення Київської Русі. Першим мурованим храмом на території монастиря була Михайлівська церква, зведена в останній чверті ХІ ст. На початку ХІІ ст. монастир стає одним із центрів літописання. До володінь монастиря належали звіринецькі, либідські, наводницькі, осокорківські та інші землі з перевозами на Дніпрі та його притоці Либеді. Монастир брав активну участь у політичному житті Київської Русі. Саме тут, біля Михайлівської церкви, за традицією збиралося на рать воїнство. Сучасний ансамбль Видубицького монастиря, що є пам'яткою архітектури національного значення, сформувався з кінця XVII — початку XVIII ст., коли в монастирі з'являється кілька чудових споруд: один із найкращих шедеврів українського бароко — Георгіївський собор, трапезна з храмом Преображення Господнього, дзвіниця.
Монету введено в обіг 16 квітня 2020 року. Вона належить до серії «Духовні скарби України».

## Опис монети та характеристики
| Номінал грн. | Метал      | Маса, г | Діаметр, мм | Якість виготовлення       | Гурт     | Тираж, штук                                        |
| ------------ | ---------- | ------- | ----------- | ------------------------- | -------- | -------------------------------------------------- |
| 5            | нейзильбер | 16,54   | 35,0        | спеціальний анциркулейтед | рифлений | 40 000 (у тому числі 15 000 у сувенірній упаковці) |

### Аверс

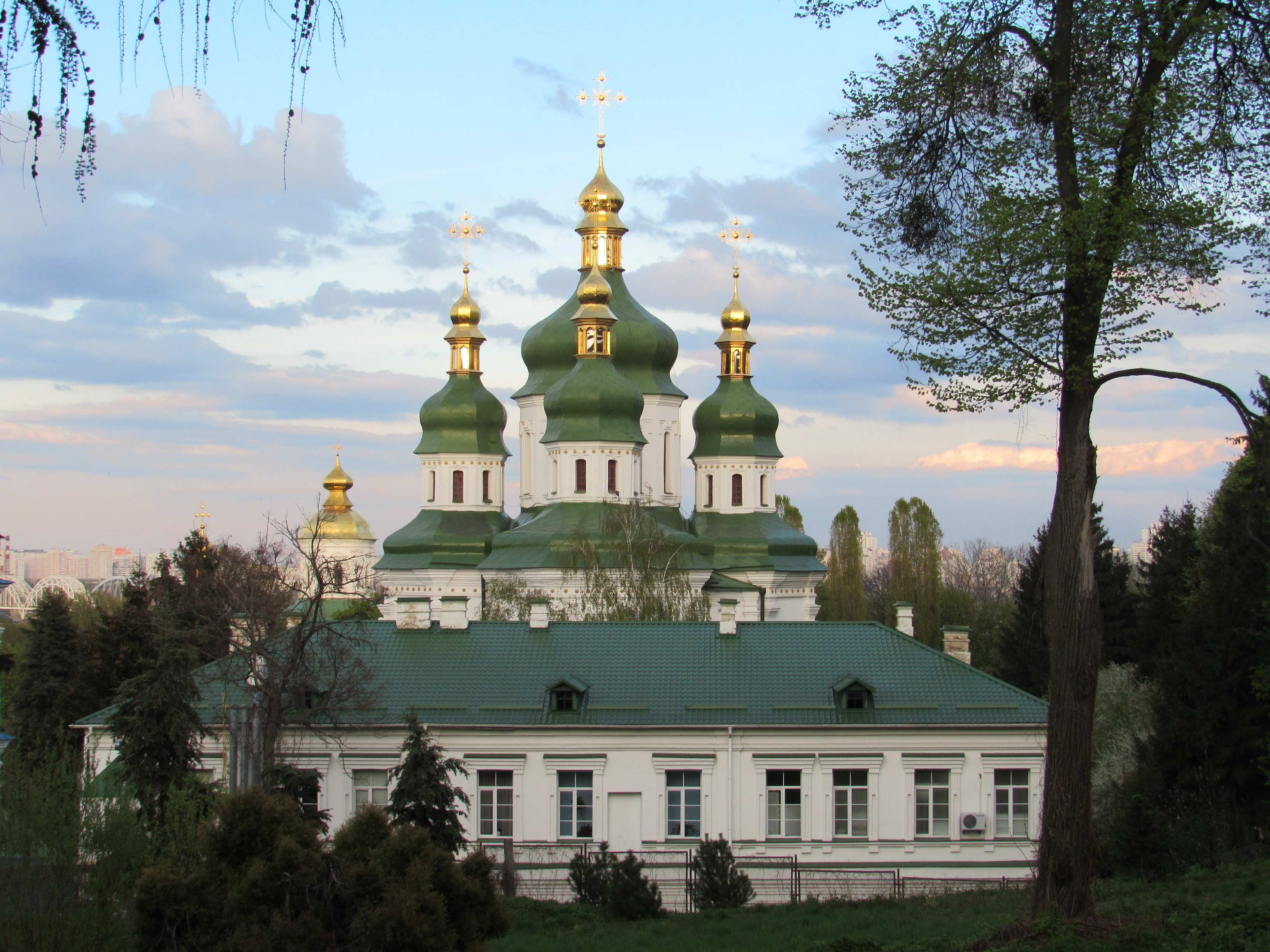
Видубицький монастир

На аверсі монети розміщено: угорі — малий Державний Герб України, над яким напис півколом «УКРАЇНА»; у центрі на дзеркальному тлі зображено знакові будівлі архітектурного комплексу Видубицького монастиря в оточенні квітів; зазначено написи: «5/ГРИВЕНЬ/2020» (унизу) та «ВИДУБИЦЬКИЙ СВЯТО-МИХАЙЛІВСЬКИЙ МОНАСТИР» (півколом); логотип Банкнотно-монетного двору Національного банку України (ліворуч серед квітів).

### Реверс
На реверсі монет зображено композицію: у центрі — сходи, що символізують давню історію монастиря, на першій сходинці яких напис — ХІ ст.; ліворуч — стилізовані іконографічні образи святих, праворуч від сходів — образ ченця, унизу відбиток печатки князя Всеволода, праворуч від неї — герб полковника М. Миклашевського, коштом якого побудовано Георгіївський собор (1696—1701).

15000 монет із загального тиражу було випущено у буклетах
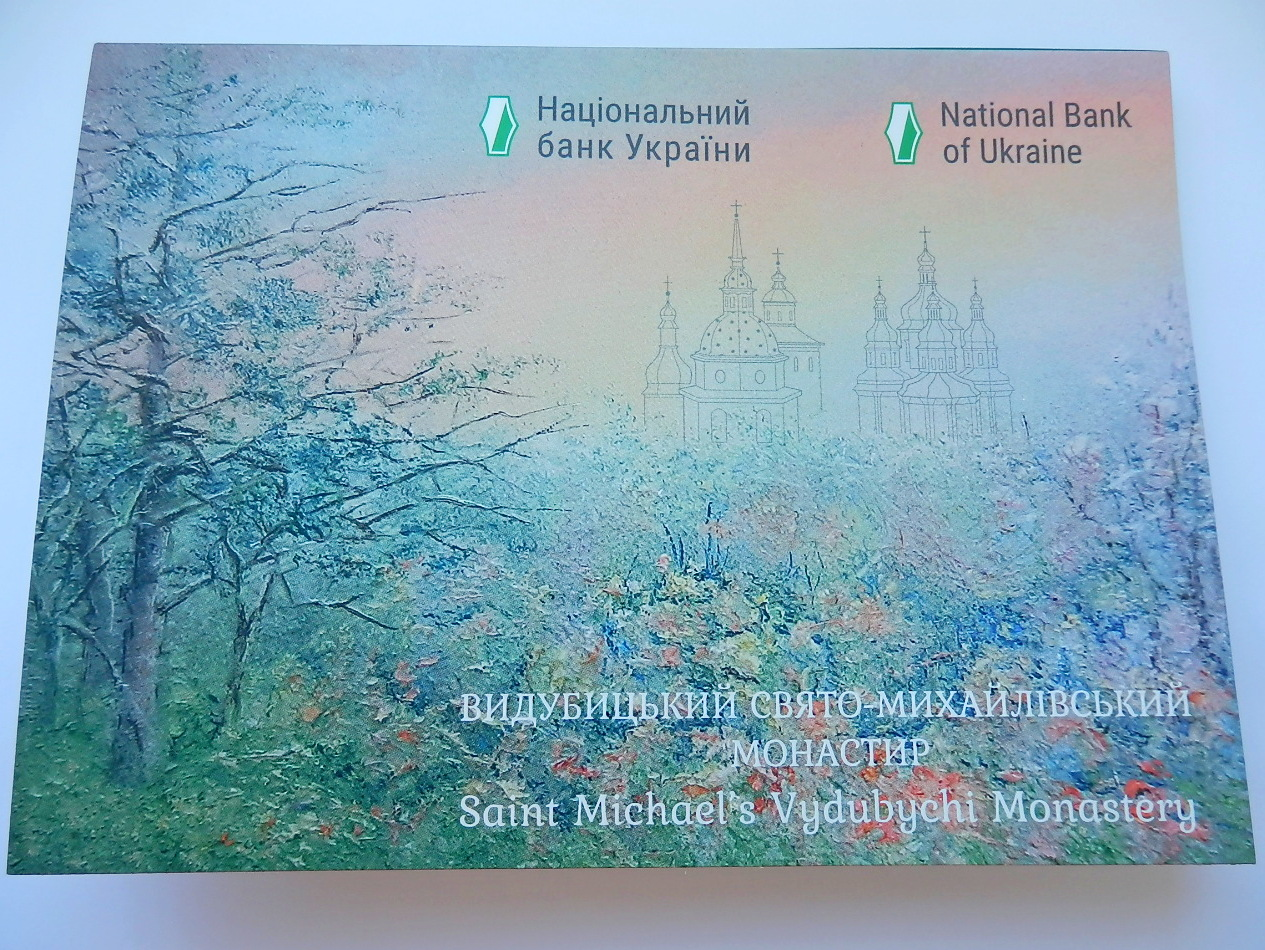
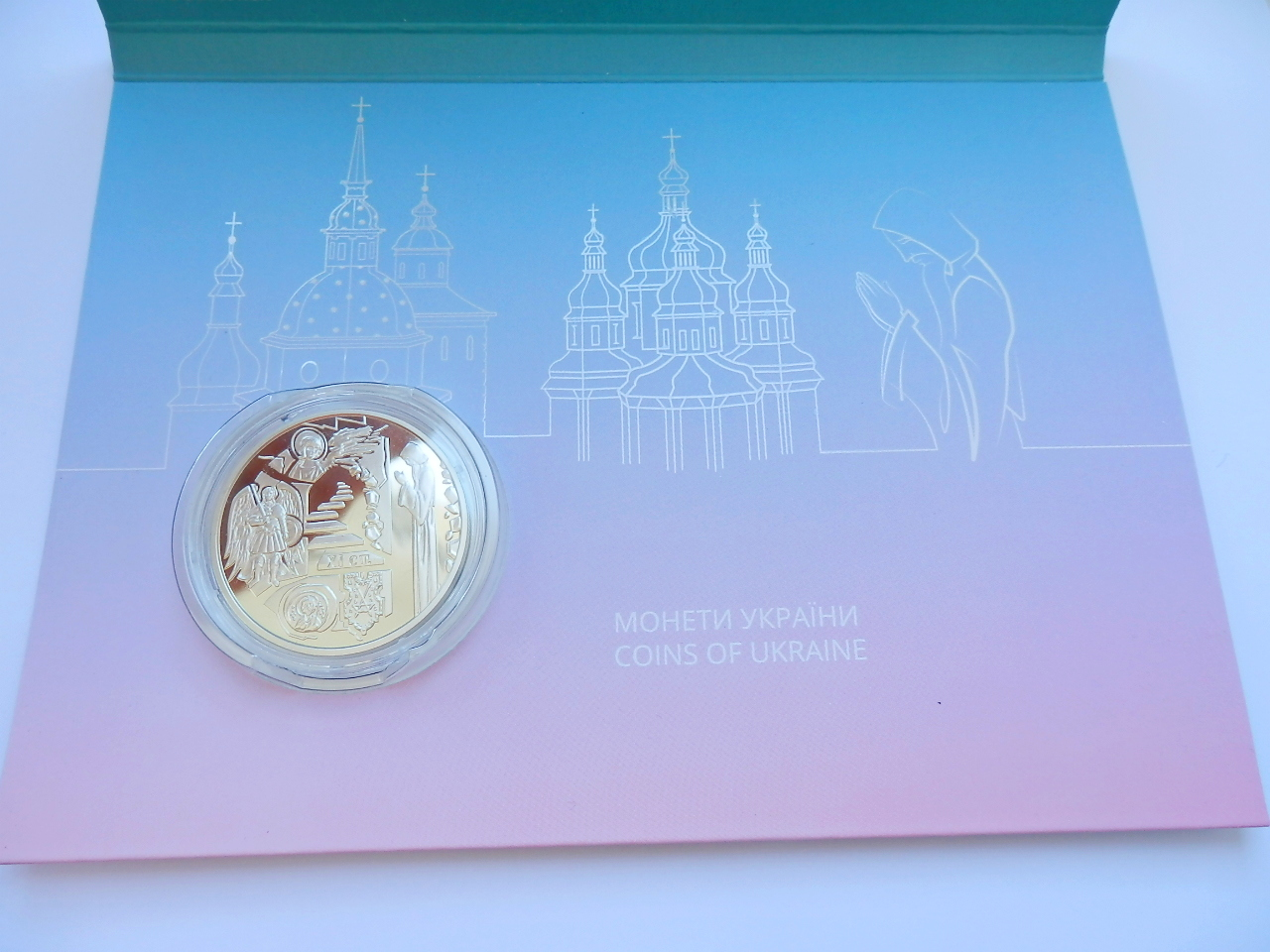
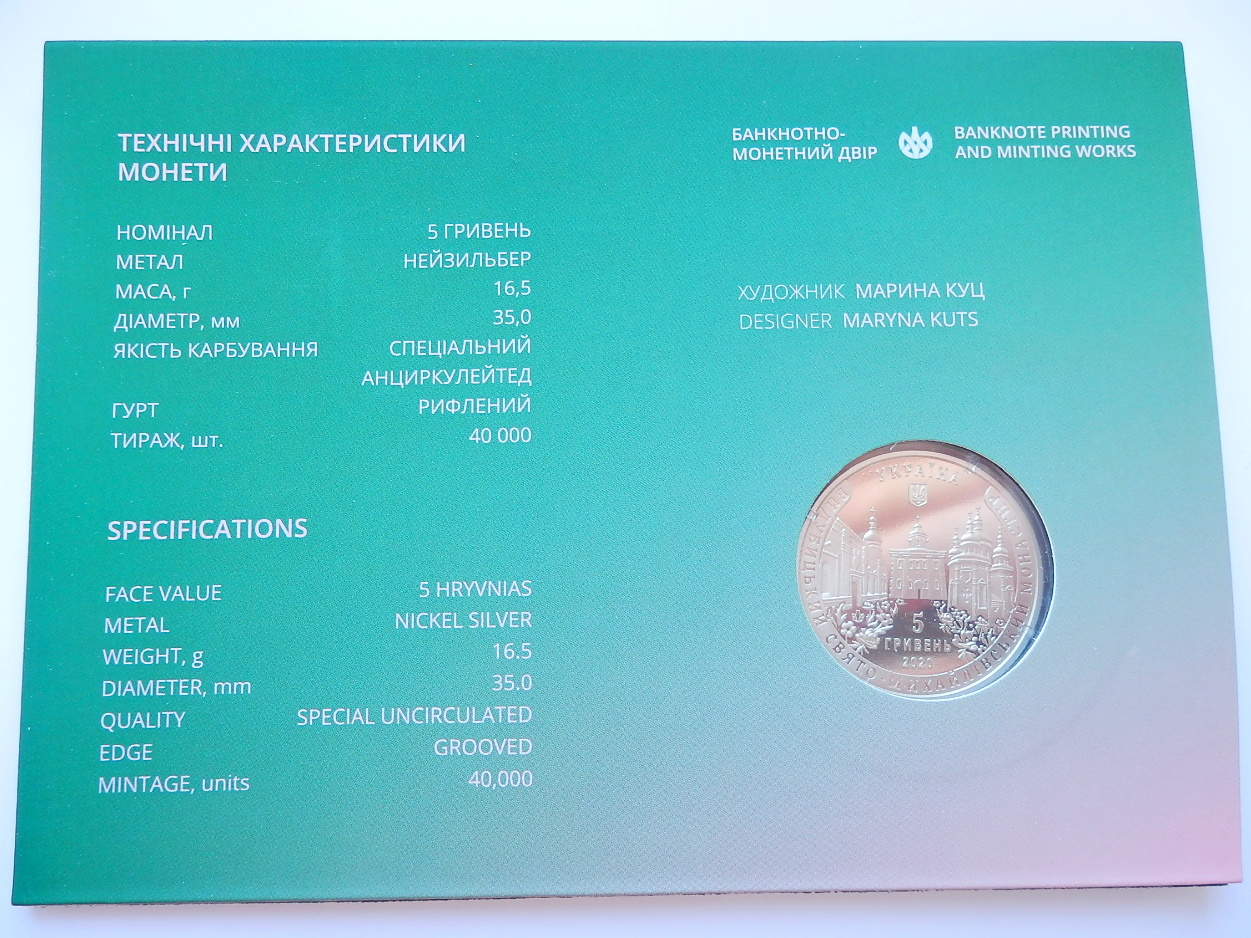

## Автори
- Художник — Куц Марина.

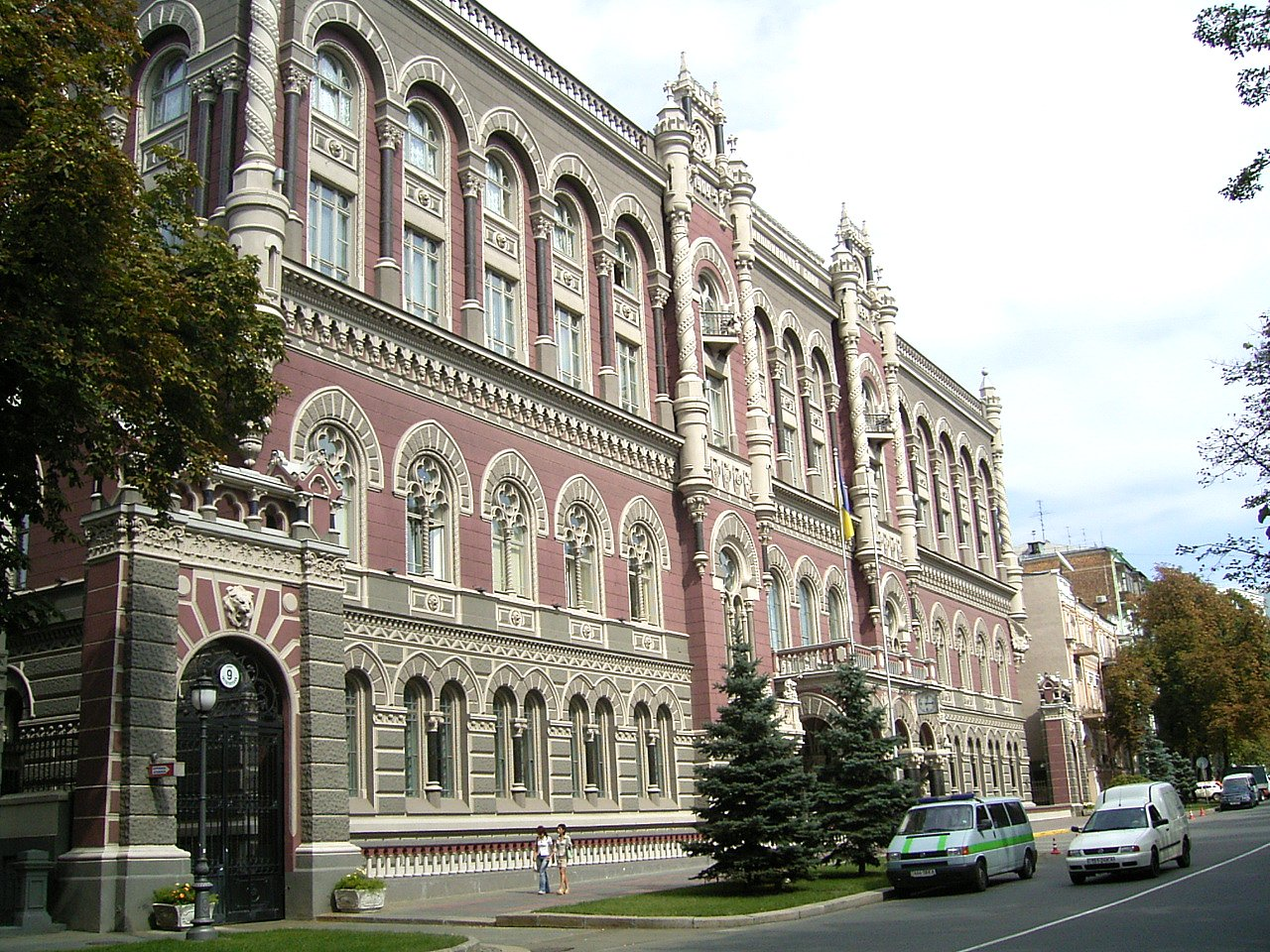
Будівля Національного банку України

- Скульптори: Дем'яненко Володимир, Атаманчук Володимир.

## Вартість монети
Під час введення монети в обіг 2020 року, Національний банк України реалізовував монету за ціною 77 гривень.
Фактична приблизна вартість монети, з роками змінювалася так:
| Рік        | 2020 | 2021 | 2022 | 2023 | 2024 | 2025 |
| ---------- | ---- | ---- | ---- | ---- | ---- | ---- |
| Ціна, грн. | 90   | 90   | 95   | 110  | 150  | 180  |